# En blekt blondins ballader
En blekt blondins ballader släpptes den 4 juli 2007 och är ett samlingsalbum av Eva Dahlgren, med hennes balladhitlåtar för åren 1980–2005. Albumet toppade albumlistan i Sverige och placerade sig som högst på 19:e plats i Finland.

## Låtlista
Musik och text av Eva Dahlgren förutom "När en vild röd ros slår ut doftar hela skogen" där musiken är komponerad av Anders Hillborg.
1. Bara ibland
2. Guldlock
3. Blackheart
4. Vem tänder stjärnorna?
5. Guldgrävarsång
6. Du
7. Skönheten och befriaren
8. Mitt liv
9. Egoism
10. Ängeln i rummet
11. Lev så
12. Sand
13. Jorden är ett litet rum
14. Det som bär mig nu
15. Kanske för minnenas skull
16. När en vild röd ros slår ut doftar hela skogen

## Listplaceringar
| Lista (2007-2009, 2011-2013) | Topplacering |
| ---------------------------- | ------------ |
| Finland                      | 19           |
| Sverige                      | 1            |